# Parti rural de Finlande
Le Parti rural finlandais (finnois : Suomen maaseudun puolue, généralement abrégé en SMP) était un parti politique finlandais populiste ayant existé de 1959 à 1995. En 1995 il devient le parti Vrais Finlandais.

## Histoire
Le fondateur du Parti rural de Finlande est Veikko Vennamo, leader d'un courant de la Ligue agraire (renommée Parti du centre en 1965). Ses relations avec l'homme fort de la Ligue agraire, Urho Kekkonen, sont très froides. Quand Kekkonen est élu président de la République de Finlande en 1956, Vennamo décide de fonder un nouveau parti, ce qui se concrétise en 1959, avec la création du Parti des petits fermiers de Finlande (en finnois : Suomen Pientalonpoikien Puolue), dont il changera le nom pour Parti rural de Finlande, lors du congrès de Tampere en 1967. 
Le parti est à ses débuts un mouvement protestataire des personnes sans emploi et des petits fermiers déplacés après la spoliation de leurs terres par l'URSS à la fin de la Seconde Guerre mondiale. La source principale d'adhésion vient des vétérans de guerre et évacués de Carélie réinstallés par l'État dans de petites fermes indépendantes. La force principale du parti est Veikko Vennamo, qui est charismatique, bon orateur et un négociateur compétent. Veikko Vennamo avait également été responsable du bureau chargé de la désignation de terres pour les réfugies caréliens, ce qui lui assurait une popularité chez cet électorat. À son apogée le Parti rural gagne 18 sièges au Parlement finlandais (sur les 200 sièges) et à plusieurs reprises arrive à obtenir un siège ministériel. 
Le fils de Veikko, Pekka Vennamo, devient le chef du parti quand son père prend sa retraite dans les années 1980. Il n'a ni le charisme, ni les capacités oratoires de son père. Les autres partis attribuent au parti des portefeuilles ministériels en espérant l'affaiblir. Ainsi ce mouvement protestataire, sans leader charismatique et entraîné dans des coalitions impopulaires, perd progressivement son électorat.
Les mutations de l'agriculture s'avèrent difficiles pour les petits fermiers qui vendent leur ferme et s'installent en ville. Le Parti social-démocrate de Finlande est perçu comme étant une alternative plus crédible pour les chômeurs. 
Finalement le déclin du Parti rural pousse Pekka Vennamo à abandonner la politique. Certains cadres du parti rejoignent le Parti du centre ou se retirent de la vie politique. Le dernier président du parti, Raimo Vistbacka, élu en 1995, est l'un des fondateurs et dirigeants des Vrais Finlandais. Le dernier secrétaire du Parti rural, Timo Soini, devient le premier secrétaire des Vrais Finlandais. Avec le succès électoral des Vrais Finlandais aux élections législatives finlandaises de 2011, trois anciens cadres politiques du parti rural (Anssi Joutsenlahti, Lea Mäkipää, Pentti Kettunen) retournent au Parlement sous l'étiquette des Vrais Finlandais.

## Résultats électoraux

### Élections législatives
| Année | Sièges   | Voix    | %     |
| ----- | -------- | ------- | ----- |
| 1962  | 0 / 200  | 49 773  | 2,16  |
| 1966  | 1 / 200  | 24 351  | 1,03  |
| 1970  | 18 / 200 | 265 939 | 10,49 |
| 1972  | 18 / 200 | 236 206 | 9,16  |
| 1975  | 2 / 200  | 98 815  | 3,59  |
| 1979  | 7 / 200  | 132 457 | 4,58  |
| 1983  | 17 / 200 | 288 711 | 9,69  |
| 1987  | 9 / 200  | 181 938 | 6,32  |
| 1991  | 7 / 200  | 132 133 | 4,85  |
| 1995  | 1 / 200  | 36 185  | 1,30  |

### Élections municipales
| Année | Conseillers | Voix    | %    |
| ----- | ----------- | ------- | ---- |
| 1960  | 359         | 52 524  | 2,68 |
| 1964  |             | 30 683  | 1,43 |
| 1968  | 910         | 165 139 | 7,29 |
| 1972  | 646         | 125 061 | 5,00 |
| 1976  | 245         | 56 091  | 2,09 |
| 1980  | 348         | 83 265  | 3,04 |
| 1984  | 639         | 142 474 | 5,28 |
| 1988  | 453         | 95 258  | 3,62 |
| 1992  | 354         | 64 880  | 2,44 |

### Élections présidentielles
| Par un collège électoral | Par un collège électoral | Par un collège électoral | Par un collège électoral | Par un collège électoral |
| Année                    | Candidat                 | Collège électoral        | Voix                     | %                        |
| ------------------------ | ------------------------ | ------------------------ | ------------------------ | ------------------------ |
| 1968                     | Veikko Vennamo           | 33                       | 231 282                  | 11,35                    |
| 1978                     | Veikko Vennamo           | 10                       | 114 488                  | 4,68                     |
| 1982                     | Veikko Vennamo           | 1                        | 71 947                   | 2,3                      |
| 1988                     | Mauno Koivisto           | 7                        | 120 043                  | 4,02                     |
| Au suffrage universel    |                          |                          |                          |                          |
| Année                    | Candidat                 | 1er tour                 | 1er tour                 |                          |
| Année                    | Candidat                 | Voix                     | %                        |                          |
| 1994                     | Sulo Aittoniemi          | 30 622                   | 1,0                      |                          |